# Distretto di Yığılca
Il distretto di Yığılca (in turco Yığılca ilçesi) è uno dei distretti della provincia di Düzce, in Turchia.